# Thinophilus pallidipes
Thinophilus pallidipes är en tvåvingeart som beskrevs av Octave Parent 1935. Thinophilus pallidipes ingår i släktet Thinophilus och familjen styltflugor. Inga underarter finns listade i Catalogue of Life.